# Паже, Анита
Анита Па́же (латыш. Anita Pāže; род. 9 ноября 1947) — латвийская пианистка и музыкальный педагог.
Жена кларнетиста Гирта Паже. Выступала в дуэте с мужем — в частности, супруги Паже были первыми исполнителями Трёх пьес для кларнета и фортепиано Петериса Васкса (1973).
За многие годы работы в Рижской музыкальной школе имени Э. Дарзиня воспитала ряд заметных на мировой музыкальной сцене исполнителей, среди которых, в частности, Лаума Скриде, Лиене Цирцене, Инара Зандмане, Георгий Кюрдиан и др.
Награждена Орденом Трёх звёзд первой степени (1997).